# Coppa del mondo per club FIFA 2018
La Coppa del Mondo per club FIFA 2018 (in arabo: كأس العالم للأندية FIFA 2018, kas alealam lil'andiat FIFA 2018, in inglese: 2018 FIFA Club World Cup), è stata la 15ª edizione di questo torneo di calcio per squadre maschili di club organizzato dalla FIFA e si è tenuta negli Emirati Arabi Uniti dal 12 al 22 dicembre 2018. Come pallone ufficiale della competizione è stato utilizzato Adidas Conext 19.
Ad aggiudicarsi il torneo sono stati gli spagnoli del Real Madrid, al terzo successo consecutivo (come nella Champions League) e al quarto complessivo (record nella manifestazione).

## Scelta del paese ospitante
Sono stati quattro i paesi a manifestare il proprio interesse per ospitare le edizioni 2017 e 2018 del torneo: Brasile, Emirati Arabi Uniti, Giappone e India.
Il 21 marzo 2015 è stato annunciato che le edizioni 2017 e 2018 verranno disputate negli Emirati Arabi Uniti.

## Formula
La formula del torneo è la stessa dall'edizione del 2008. Partecipano le sei vincitrici delle rispettive competizioni continentali, più la squadra campione nazionale del paese ospitante. Se una squadra del paese ospitante vince il proprio trofeo continentale, al posto dei campioni nazionali partecipa la finalista della competizione internazionale relativa, visto il divieto di partecipazione per più squadre dello stesso paese.
I campioni nazionali del paese organizzatore devono sfidare i rappresentanti dell'Oceania in un turno preliminare, la cui vincente si aggrega alle detentrici dei titoli di Africa, Asia e Centro-Nord America. Le vincenti di questi scontri sfidano in semifinale le vincitrici della UEFA Champions League e della Coppa Libertadores. Oltre la finale per il titolo si disputano gli incontri per il terzo e il quinto posto.

## Stadi
| Abu Dhabi                   | Abu Dhabi al-'Ayn | al-'Ayn                    |
| --------------------------- | ----------------- | -------------------------- |
| Zayed Sports City Stadium   | Abu Dhabi al-'Ayn | Hazza Bin Zayed Stadium    |
| 24°24′57.92″N 54°27′12.93″E | Abu Dhabi al-'Ayn | 24°14′44.14″N 55°42′59.7″E |
| Capacità: 43 000            | Abu Dhabi al-'Ayn | Capacità: 22 717           |
|                             | Abu Dhabi al-'Ayn |                            |

## Squadre partecipanti
| Squadra                       | Confederazione             | Qualificazione                                                | Data qualificazione        | Partecipazioni (edizioni precedenti con vittorie in grassetto) |
| Club entrati in semifinale    | Club entrati in semifinale | Club entrati in semifinale                                    | Club entrati in semifinale | Club entrati in semifinale                                     |
| ----------------------------- | -------------------------- | ------------------------------------------------------------- | -------------------------- | -------------------------------------------------------------- |
| Real Madrid                   | UEFA                       | Campione UEFA Champions League 2017-2018                      | 26 maggio 2018             | 5ª (2000, 2014, 2016, 2017)                                    |
| River Plate                   | CONMEBOL                   | Campione Coppa Libertadores 2018                              | 9 dicembre 2018            | 2ª (2015)                                                      |
| Club entrati al secondo turno |                            |                                                               |                            |                                                                |
| Espérance                     | CAF                        | Campione CAF Champions League 2018                            | 9 novembre 2018            | 2ª (2011)                                                      |
| Kashima Antlers               | AFC                        | Campione AFC Champions League 2018                            | 10 novembre 2018           | 2ª (2016)                                                      |
| Guadalajara                   | CONCACAF                   | Campione CONCACAF Champions League 2018                       | 25 aprile 2018             | 1ª                                                             |
| Club entrati al primo turno   |                            |                                                               |                            |                                                                |
| Al-Ain                        | AFC                        | Campione 2017-2018 degli Emirati Arabi Uniti, paese ospitante | 14 maggio 2018             | 1ª                                                             |
| Team Wellington               | OFC                        | Campione OFC Champions League 2018                            | 20 maggio 2018             | 1ª                                                             |

## Arbitri
La FIFA ha selezionato un arbitro e due assistenti arbitrali per ogni confederazione, nonché sei ulteriori ufficiali di gara, a questi abbinati, con il ruolo di addetti al Video Assistant Referee.
| Confederazione | Arbitro               | Assistente arbitrale                 | VAR                                          |
| -------------- | --------------------- | ------------------------------------ | -------------------------------------------- |
| AFC            | Ryuji Sato            | Toru Sagara Hiroshi Yamauchi         | Mohammed Abdulla Hassan Mohamed              |
| CAF            | Bamlak Tessema Weyesa | Zakhele Thusi Siwela Waleed Ahmed    |                                              |
| CONCACAF       | Jair Marrufo          | Frank Anderson Corey Rockwell        | Mark Geiger                                  |
| CONMEBOL       | Wilton Sampaio        | Rodrigo Figueiredo Bruno Boschilia   | Mauro Vigliano                               |
| OFC            | Matthew Conger        | Tevita Makasini Mark Rule            |                                              |
| UEFA           | Gianluca Rocchi       | Elenito Di Liberatore Mauro Tonolini | Paweł Gil Massimiliano Irrati Danny Makkelie |

## Partite

### Tabellone
Il tabellone è stato sorteggiato il 4 settembre 2018 a Zurigo.
|  | Primo turno     | Primo turno                  |                              |                 | Secondo turno | Secondo turno |                             |                             | Semifinali | Semifinali |  |  | Finale | Finale |
|  |                 |                              |                              |                 |               |               |                             |                             |            |            |  |  |        |        |
|  | Al-Ain (dtr)    | 3 (4)                        |                              |                 |               |               |                             |                             |            |            |  |  |        |        |
|  | Al-Ain (dtr)    | 3 (4)                        |                              |                 |               |               |                             |                             |            |            |  |  |        |        |
|  | Team Wellington | 3 (3)                        |                              |                 | Espérance     | 0             |                             |                             |            |            |  |  |        |        |
|  | Team Wellington | 3 (3)                        |                              |                 | Espérance     | 0             |                             |                             |            |            |  |  |        |        |
|  |                 |                              |                              |                 | Al-Ain        | 3             |                             |                             |            |            |  |  |        |        |
|  | River Plate     | 2 (4)                        |                              |                 | Al-Ain        | 3             |                             |                             |            |            |  |  |        |        |
|  | River Plate     | 2 (4)                        |                              |                 |               |               |                             |                             |            |            |  |  |        |        |
|  |                 |                              | Al-Ain (dtr)                 | 2 (5)           |               |               |                             |                             |            |            |  |  |        |        |
|  |                 |                              | Al-Ain (dtr)                 | 2 (5)           |               |               |                             |                             |            |            |  |  |        |        |
|  |                 |                              |                              |                 |               |               |                             |                             |            |            |  |  |        |        |
|  |                 |                              |                              |                 |               |               |                             |                             |            |            |  |  |        |        |
|  | Al-Ain          | 1                            |                              |                 |               |               |                             |                             |            |            |  |  |        |        |
|  | Al-Ain          | 1                            |                              |                 |               |               |                             |                             |            |            |  |  |        |        |
|  |                 | Real Madrid                  | 4                            |                 |               |               |                             |                             |            |            |  |  |        |        |
|  |                 |                              | 4                            | Kashima Antlers | 3             |               |                             |                             |            |            |  |  |        |        |
|  |                 |                              |                              |                 |               |               |                             |                             |            |            |  |  |        |        |
|  |                 | Guadalajara                  | 2                            |                 |               |               |                             |                             |            |            |  |  |        |        |
|  | Kashima Antlers | Guadalajara                  | 2                            | 1               |               |               |                             |                             |            |            |  |  |        |        |
|  | Kashima Antlers | Incontro per il quinto posto | Incontro per il quinto posto | 1               |               |               | Incontro per il terzo posto | Incontro per il terzo posto |            |            |  |  |        |        |
|  |                 | Incontro per il quinto posto | Incontro per il quinto posto |                 | Real Madrid   | 3             | Incontro per il terzo posto | Incontro per il terzo posto |            |            |  |  |        |        |
|  | Espérance (dtr) | 1 (6)                        | River Plate                  | 4               | Real Madrid   | 3             |                             |                             |            |            |  |  |        |        |
|  | Espérance (dtr) | 1 (6)                        | River Plate                  | 4               |               |               |                             |                             |            |            |  |  |        |        |
|  | Guadalajara     | 1 (5)                        | Kashima Antlers              | 0               |               |               |                             |                             |            |            |  |  |        |        |
|  | Guadalajara     | 1 (5)                        | Kashima Antlers              | 0               |               |               |                             |                             |            |            |  |  |        |        |
|  |                 |                              |                              |                 |               |               |                             |                             |            |            |  |  |        |        |

### Play-off per i quarti di finale
| Arbitro: | Ryuji Sato |

|                                    |                      |                                    |
| Shiotani 45’ Doumbia 49’ Berg 85’  | Marcatori            | 11’ Barcia 15’ Clapham 44’ Ilich   |
| Diaky Berg El Shahat Shiotani Caio | Tiri di rigore 4 – 3 | Allen Kilkolly Ilich Watson Gulley |

### Quarti di finale
| Arbitro: | Bamlak Tessema Weyesa |

|                                        |           |                                    |
| Nagaki 49’ Serginho 69’ (rig.) Abe 84’ | Marcatori | 3’ Zaldívar 90+4’ (aut.) Léo Silva |

| Arbitro: | Jair Marrufo |

|  |           |                                      |
|  | Marcatori | 2’ Ahmed 16’ El Shahat 60’ Al-Ahbabi |

### Incontro per il quinto posto
| Arbitro: | Matthew Conger |

|                                                                   |                      |                                                                 |
| Belaïli 38’ (rig.)                                                | Marcatori            | 5’ (rig.) Sandoval                                              |
| Belaïli Machani Chemmam Bguir Khenissi Derbali Coulibaly Dhaouadi | Tiri di rigore 6 – 5 | Zaldívar Marín Godínez Van Rankin Salcido Pineda Ponce Brizuela |

### Semifinali
| Arbitro: | Gianluca Rocchi |

|                                    |                      |                                            |
| Borré 11’, 16’                     | Marcatori            | 3’ Berg 51’ Caio                           |
| Scocco Quintero Pratto Borré Pérez | Tiri di rigore 4 – 5 | Caio Shiotani Al-Ahbabi Abdulrahman Yaslam |

| Arbitro: | Wilton Sampaio |

|         |           |                    |
| Doi 78’ | Marcatori | 44’, 53’, 55’ Bale |

### Incontro per il terzo posto
| Arbitro: | Gianluca Rocchi |

|  |           |                                                   |
|  | Marcatori | 24’ Zuculini 73’, 90+3’ Martínez 89’ (rig.) Borré |

### Finale
| Arbitro: | Jair Marrufo |

|                                                      |           |              |
| Modrić 14’ Llorente 60’ Ramos 79’ Nader 90+1’ (aut.) | Marcatori | 86’ Shiotani |

## Classifica finale
| Pos. | Squadra         | Confederazione |
| ---- | --------------- | -------------- |
| 1    | Real Madrid     | UEFA           |
| 2    | Al-Ain          | AFC            |
| 3    | River Plate     | CONMEBOL       |
| 4    | Kashima Antlers | AFC            |
| 5    | Espérance       | CAF            |
| 6    | Guadalajara     | CONCACAF       |
| 7    | Team Wellington | OFC            |

## Classifica marcatori
| Gol | Rigori | Minuti giocati | Giocatore                | Squadra         |
| --- | ------ | -------------- | ------------------------ | --------------- |
| 3   |        | 150'           | Gareth Bale              | Real Madrid     |
| 3   | 1      | 210'           | Rafael Santos Borré      | River Plate     |
| 2   |        | 111'           | Gonzalo Nicolás Martínez | River Plate     |
| 2   |        | 202'           | Marcus Berg              | Al-Ain          |
| 2   |        | 420'           | Tsukasa Shiotani         | Al-Ain          |
| 1   |        | 74'            | Aaron Clapham            | Team Wellington |
| 1   | 1      | 83'            | Gael Sandoval            | Guadalajara     |
| 1   |        | 90'            | Bruno Zuculini           | River Plate     |
| 1   |        | 120'           | Mario Barcia             | Team Wellington |
| 1   |        | 120'           | Mario Ilich              | Team Wellington |
| 1   |        | 172'           | Marcos Llorente          | Real Madrid     |
| 1   | 1      | 180'           | Youcef Belaïli           | Espérance       |
| 1   |        | 180'           | Luka Modrić              | Real Madrid     |
| 1   |        | 180'           | Sergio Ramos             | Real Madrid     |
| 1   |        | 180'           | Ángel Zaldívar           | Guadalajara     |
| 1   |        | 225'           | Hiroki Abe               | Kashima Antlers |
| 1   |        | 225'           | Ryōta Nagaki             | Kashima Antlers |
| 1   |        | 233'           | Bandar Al-Ahbabi         | Al-Ain          |
| 1   |        | 260'           | Shōma Doi                | Kashima Antlers |
| 1   | 1      | 270'           | Serginho                 | Kashima Antlers |
| 1   |        | 345'           | Tongo Doumbia            | Al-Ain          |
| 1   |        | 394'           | Mohamed Ahmed            | Al-Ain          |
| 1   |        | 420'           | Caio                     | Al-Ain          |
| 1   |        | 420'           | Hussein El Shahat        | Al-Ain          |

Autoreti
- Léo Silva (1, pro Guadalajara)
- Yahia Nader (1, pro Real Madrid)